# III. Szarduri

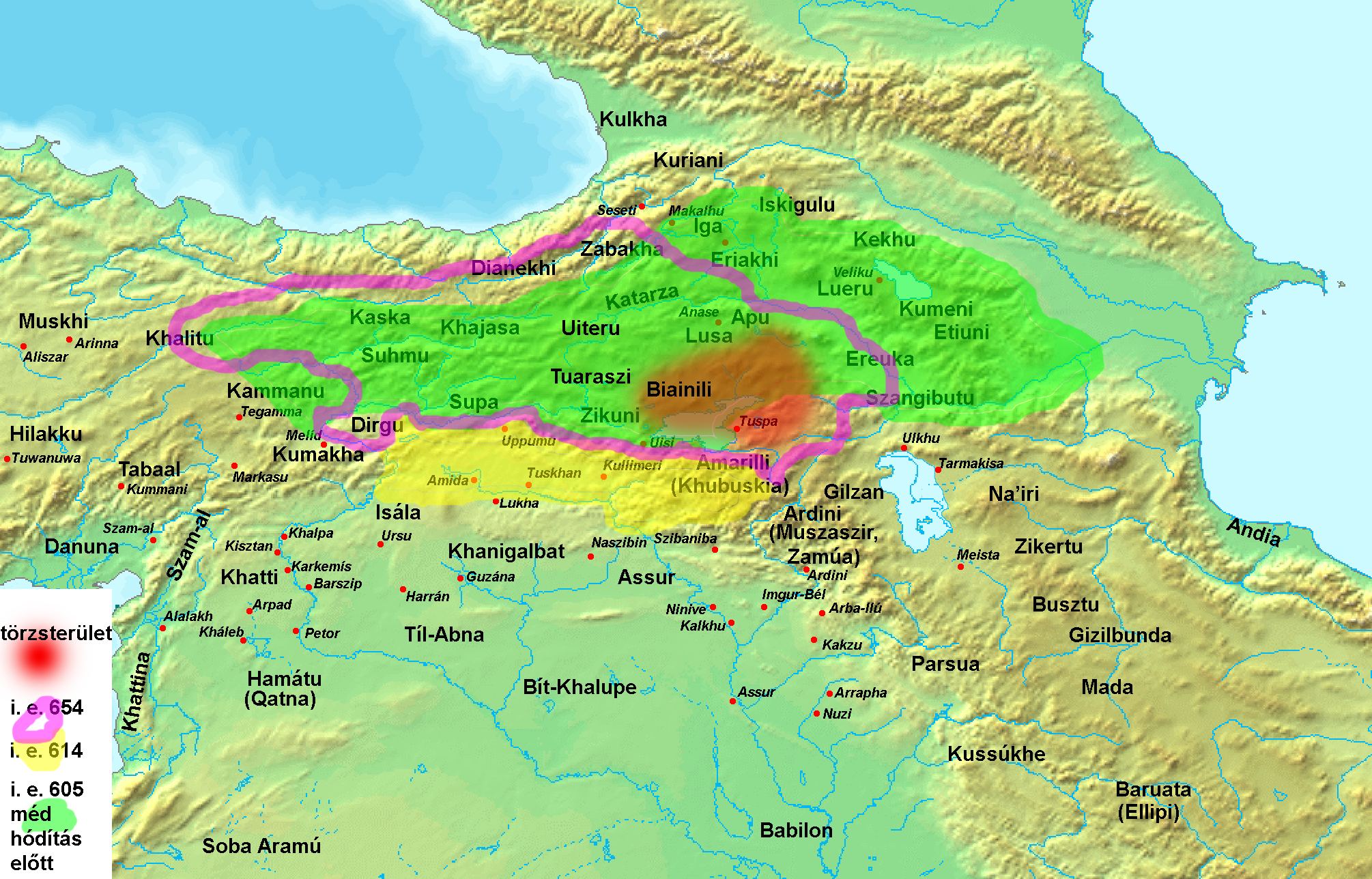
Urartu területváltozásai i. e. 658-tól

III. Szarduri (Sarduri, asszír Istár-duri(?), ur. i. e. 640-es évektől i. e. 635-ig) Urartu királya, II. Rusza fia. Trónra lépésének ideje ismeretlen. Talán már az i. e. 640-es években is uralkodott, de i. e. 639-ben már biztosan. Apja nagyon hosszú ideig uralkodott, talán nem is Szarduri volt az elsőszülött, illetve Szarduri is öreg lehetett már hatalomra kerülése idején. Az utolsó urartui királyok kronológiája erősen vitatott kérdés. Assur-bán-apli egy felirata i. e. 643-ban egy Istár-duri nevű személyt említ Urartu királyaként, de már i. e. 652-ben is van egy Ursza nevű király az asszír dokumentumokban. De Ursza lehet a Rusza név alakja is, Istár-duri pedig Szardurié. Ez esetben Szarduri már i. e. 643-ban uralkodott.
Hatalmi bázisa megingott, a korábbi szövetséges kimmereket leverték a szkíták – pedig a méd–kimmer szövetség idején Asszíria még alig tudta megvédeni magterületeit is –, az asszír–szkíta szövetség még egy ideig nagyon hatékonyan működött. A szkíta fennhatóság kiterjedt Médiára is egészen Uvakhsatra i. e. 625-ös trónra lépéséig, és közvetlen fenyegetést jelentett Urartu számára.
Mindezek a körülmények késztették Szardurit arra, hogy i. e. 645-ben vagy 639-ben levelet írjon Assur-bán-aplinak, amelyben gratulált elámi győzelméhez, valamint az urartui béke fenntartását kérte. Urartu történetében először az uralkodó nem az asszír király testvérének, hanem fiának nevezte magát, amellyel papíron elismerte Asszíria főhatalmát Urartuban. Ez a behódolás lehetővé tette Urartunak, hogy területei nagy részét megtartsa, valamint elodázta a komoly szkíta hadjárat megindítását.
Szarduri legfeljebb egy évtizedes uralkodás után halt meg. Valószínűleg nem volt gyermeke, mivel a trónon öccse, Erimena követte. Van azonban egy utalás Teisebai URU erődjének egyik feliratán Szarduri fia Szardurira, aki talán azonos a III. Rusza fiának tartott IV. Szardurival. Ha itt III. Szarduri fiáról van szó, akkor családon belüli trónviszály áldozata is lehetett.